# Constantin Prezan
Constantin Prezan (n. 27 ianuarie 1861, satul Sterianul de Mijloc, comuna Butimanu, plasa Snagov, județul Ilfov, în prezent în județul Dâmbovița – d. 27 august 1943, satul Schinetea, județul Vaslui) a fost unul dintre mareșalii României, erou al Primului Război Mondial.
Constantin Prezan a fost ofițer de carieră, provenit din arma geniu. Și-a făcut studiile de specialitate la școli militare de prestigiu din România și Franța, parcurgând ierarhic toată ierarhia militară, de la sublocotenent la până la general de corp de armată, cel mai înalt grad militar din Armata Regală Română. În anul 1930 i s-a acordat demnitatea onorifică de „Mareșal al României”, ca recunoaștere a meritelor sale pe timpul cât a comandat Armata de Nord și Marele Cartier General.
În afară de participarea la Primul Război Mondial, a mai luat parte la al Doilea Război Balcanic și la operațiile militare pentru apărarea Marii Uniri, din perioada 1918-1920. În anul 1920, la sfârșitul războiului, a fost trecut în rezervă, petrecându-și restul vieții la conacul său de la Schinetea.
Constantin Prezan a evitat să se implice activ în viața politică, deși a avut o serie de demnități politice, mai mult onorifice, cum ar fi aceea de senator de drept deținută în perioada postbelică, în baza înaltei sale poziții din armată, precum și de participant/membru al Consiliilor de Coroană.
A primit numeroase distincții și medalii, fiind ales membru de onoare al Academiei Române și membru de onoare al Academiei de Științe din România, începând cu 21 decembrie 1935.
Mareșalul Constantin Prezan s-a stins din viață la 27 august 1943, fiind înmormântat cu funeralii naționale, în curtea reședinței sale de la Schinetea.

Istoricul Nicolae Iorga l-a caracterizat astfel: 
„Constantin Prezan, se dovedise nesimțitor la curentele populare care avuseseră atâta influență asupra celuilalt mare general al războiului, Alexandru Averescu. Acțiunea sa de străbatere în Ardeal fusese eficace și se menținuse și după catastrofa din Muntenia. Ajuns conducător al defensivei din Moldova, arătase sânge rece, dreaptă măsură, atât optimism cât trebuia pentru a domina dezorientarea și demoralizarea și pentru a fi gata oricând de hotărârile reparatoare ale revanșei. Ieșise complet curat, numai cu moșioara sa din Roman (Schinetea)-Vaslui, dintr-o situație în care atâția au făcut avere. Avea o singură dorință: de a putea să organizeze, fără servituți de partid, armata pe care o condusese cu atâta demnitate.:p. 16”—Nicolae Iorga, O viață de om, așa cum a fost

## Viața personală
Constantin Prezan s-a născut la 27 ianuarie 1861, în satul Sterianul de Mijloc din comuna Butimanu, aflată atunci în plasa Snagov a județului Ilfov (în prezent în județul Dâmbovița). Era fiul lui Constantin și al Alexandrinei Prezan.
Pe 4 decembrie 1888, la vârsta de 27 de ani, s-a căsătorit cu Clementina Bantaș. Căsătoria lor avea să dureze doar patru ani, în 1892 cei doi soți divorțând. Din acest mariaj, cei doi soți au avut o fiică, Constanța, născută în 1890, pe care Prezan avea să o recunoască drept copil al său, la divorțul din 1892. În toamna aceluiași an, la 8 noiembrie 1892, Constantin Prezan s-a recăsătorit cu Elena Olga Eliad - Olga, născută în Filipești-Târg, județul Prahova, în vârstă de numai 15 ani, cu 16 ani mai tânără decât proaspătul maior, comandant de batalion din Regimentul 1 Geniu. Cei doi nu aveau să aibă copii, motiv pentru care o adoptă pe Olga Antoaneta Eliad, o rudă a soției.:p. 293
Promovat în Statul Major Regal, în anul 1896, locotenent-colonelul Constantin Prezan devine adjutantul principelui moștenitor Ferdinand, iar Olga, soția sa de numai 20 de ani, doamnă de onoare a principesei Maria. În epocă au fost vehiculate o serie întreagă de suspiciuni despre Olga Prezan, cum că ar fi fost amanta principelui Ferdinand, dar și a lui Nicolae Filipescu, sau a locotenentului Ion Antonescu, aghiotantul lui Prezan și foarte mult apreciat de acesta.(vezi pe larg la secțiune „Controverse”)
La 28 mai 1897 locotenent-colonelul Prezan, adjutant al principelui moștenitor Ferdinand,  a cumpărat de la avocatul ieșean Constantin Livaditi conacul și moșia Schinetea, la prețul de 335.500 lei. Cu o întindere de 1.065 ha și 3.522 mp și compusă din două trupuri, Schinetea cu Mălinești și Armășeni, proprietatea se afla în comuna Dumești din plasa Fundurile, județul Vaslui.:p. 228 În primii ani ai secolului al XX-lea, el a adăugat vechiului conac un parc, un beci, o fântână și o casă a administratorului, care avea grijă de conac în lipsa proprietarului. În anul 1939, a construit și un corp nou de clădire. În total, conacul avea 25 camere.

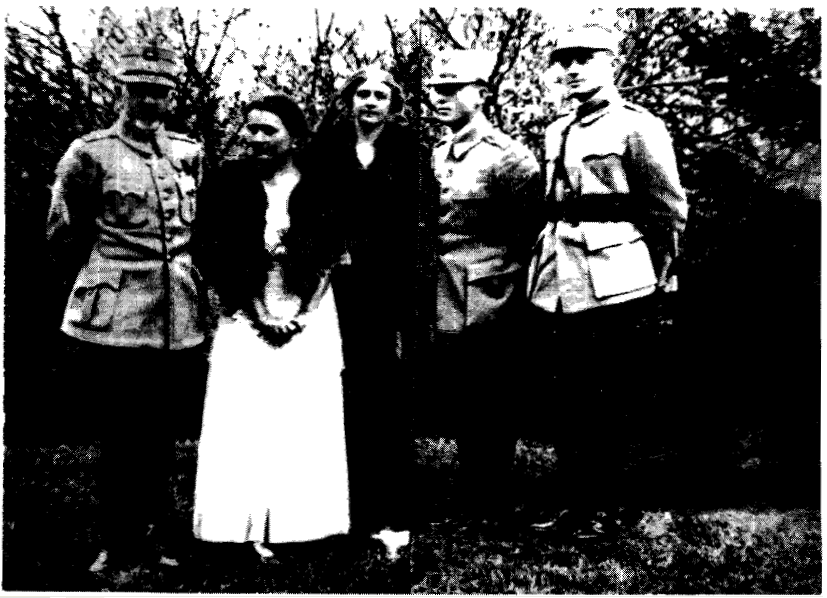
General Prezan, Olga Prezan, o rudă, maior Ion Antonescu, căpitan M. Tomaide - văr al lui Antonescu, în 1916

Familia Prezan s-a  atașat foarte mult de aceste locuri, Schinetea rămânând reședința familiei până la moartea celor doi soți, în 1943. Acesta a fost și unul din motivele care l-au determinat pe Prezan să aleagă numirea la comanda Regimentului 7 „Racova”, nr. 25, dislocat în orașul Vaslui, iar apoi la comanda Brigăzii 13 Infanterie, al cărui comandament se afla la Bârlad.:p. 237
La 27 august 1943, la vârsta de 82 de ani, mareșalul Constantin Prezan a încetat din viață, fiind înhumat în curtea reședinței sale de la Schinetea. A fost înmormântat cu funeralii naționale, fiind condus pe ultimul drum de înalte oficialități ale statului român, în frunte cu regele Mihai I și „conducătorul statului”, mareșalul Ion Antonescu, fostul său colaborator. În cuvântul de rămas-bun, acesta a ținut să arate că mareșalul Constantin Prezan, fostul șef al Marelui Cartier General al Armatei Române victorioase în Primul Război Mondial, „este un simbol de muncă, de patriotism, de credință neclintită și de sacrificiu”.:p. 180

## Educația și formarea
Constantin Prezan a urmat școala primară din satul natal, între 1868-1874. În 1874 a devenit elev al celei de-a treia generații a nou înființatei Școli a Fiilor de Militari din Iași, instituție de nivel liceal. Această instituție militară de învățământ, prima de acest tip din Armata României, fusese creată prin Înaltul Decret Regal nr. 1283 din 19 iulie 1872 și avea obiectivul „de a da creștere și educație completă fiilor de militari de orice grad, al căror serviciu îndelungat și nepătat le constituie un drept la recunoștința țării”.

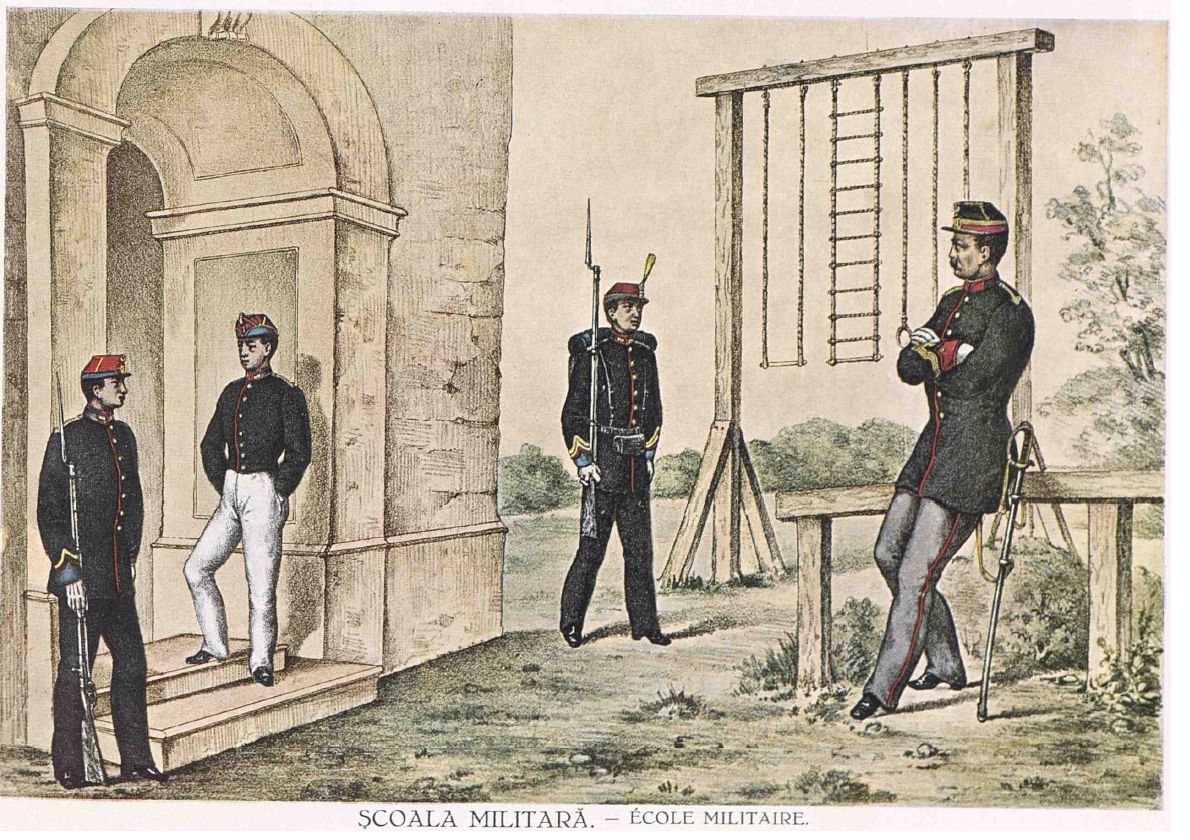
Uniformele elevilor Școlii Militare de Infanterie și Cavalerie

La absolvirea liceului, a devenit elev al Școlii Militare de Infanterie și Cavalerie. Aceasta era unica instituție militară de învățământ (pentru formarea ofițerilor) care avea un caracter mixt, în sensul că pregătirea elevilor urma două direcții: în primul rând, ca ofițeri de infanterie și cavalerie, precum și, într-o etapă ulterioară, specializarea în armele artileriei și geniului.
În 1879, când Constantin Prezan era elev al școlii, în programa acesteia, cursurile erau  predate atât de profesori militari, cât și civili. Profesorii militari predau disciplinele: fortificație, instrucția infanteriei, tactică, strategie și geografie militară, administrație și legislație, hipologie și instrucția cavaleriei. Profesorii civili predau: geometrie descriptivă, mecanică și lucrări grafice, topografie și științe aplicate, două limbi străine și gimnastică.
În anul doi de studii, Constantin Prezan a fost selectat pentru arma geniu, primind gradul de „elev guard”, echivalent cu cel de sergent.
A absolvit la 1 iulie 1880, fiind clasificat al 14‑lea din 35 de elevi. A fost avansat sublocotenent și repartizat comandant de pluton la Regimentul 7 Infanterie.:p. 232
Sublocotenentul Prezan a petrecut doar câteva luni în această unitate, deoarece, în conformitate cu prevederile Înaltului Decret nr. 2550 din 31 octombrie 1880, lua ființă prima unitate modernă de geniu, Batalionul 2 Geniu, format din 6 companii (două de săpători-minari, una de pontonieri, două de căi ferate și una de telegrafiști). Drept urmare, marea majoritate a ofițerilor tineri din arma geniu au fost concentrați în această nouă unitate, apărând, totodată, și necesitatea de a pregăti cadre noi pentru încadrarea deficitelor de ofițeri specialiști.
Nevoile sporite de ofițeri specialiști pregătiți corespunzător au scos la iveală carențele majore pe care le avea pregătirea tuturor ofițerilor într-o singură școală (Școala Militară de Infanterie și Cavalerie) și după o programă unică. Acest lucru a condus, în timp, la neajunsuri majore, pe care le scotea în evidență raportul ministrului de război, generalul Gheorghe Slăniceanu: „Școala militară de infanterie și cavalerie era organizată până acum în prevederea ca ofițerii ieșiți din această școală să posede elementele trebuitoare pentru a putea servi în toate armele, precum și partea teoretică din cursurile de artilerie, fortificație și mai cu seamă cursul complementar de matematici, fiind predate pe baze mult superioare pentru această școală. Pe de o parte aceste cursuri ocupau fără vreun folos real timpul elevilor ce se destinau infanteriei și cavaleriei, împovărându-i cu lucrări pe care nu erau chemați a le aplica mai niciodată, iar pe de altă parte unele materii nu se puteau preda într-un mod așa de complex după cum ar fi trebuit pentru ofițerii ce se destinau armamentelor speciale de artilerie și geniu, astfel că acești ofițeri, la ieșirea lor din școală, neposedând îndestul toate acele materii indispensabile astăzi unor ofițeri de artilerie și geniu, erau nevoiți a se duce în mare număr prin școlile din străinătate pentru a-și completa studiile”.
Ca urmare, prin Înaltul Decret nr. 996l din 7 aprilie 1881, regele Carol I a aprobat înființarea unei „școli de aplicație pentru artilerie și geniu sub denumirea de Școala specială de artilerie și geniu. Cursurile acestei școli, vor fi de trei ani, din care unul de preparație, compus din elevii veniți din școala de infanterie și cavalerie, conform  regulamentului special al acestei clase preparatoare, iar ceilalți doi ani din toți elevii clasei preparatoare cari, la examenele generale ale acelei clase, obținând media reglementară, au fost avansați la gradul de sublocotenent”. De asemenea, decretul prevedea că în Școala Specială de Artilerie și Geniu urmau a fi admiși și „sublocotenenți sau locotenenți aflați în regimentele de artilerie sau geniu cari ar dori să-și dezvolte cunoștințele armei lor, dacă vor satisface unui examen, asupra  cursurilor școalei preparatoare”.:p. 15
Printre ofițerii care au fost trimiși să urmeze cursurile primei promoții a Școlii speciale de artilerie și geniu s-a numărat și sublocotenentul Constantin Prezan. Cursurile au început în toamna anului 1881 și s-au desfășurat în București, în clădirea din Calea Griviței nr. 28, în care era găzduită și Școala Militară de Infanterie și Cavalerie.:p. 16
Școala Specială de Artilerie și Geniu asigura o pregătire de înaltă calitate, având o programă cuprinzătoare, care includea discipline de pregătire militară generală, discipline din științele fundamentale și științe aplicative. Astfel, în clasa preparatoare se predau următoarele materii: algebră superioară, geometrie analitică și în spațiu, calcul integral și diferențial, geometrie descriptivă, plane cotale și ordine de arhitectură, mecanică rațională, fizică generală, chimie generală, limba franceză,  limba germană și scrimă.:p. 540 În următorii doi ani, programa prevedea următoarele cursuri: fortificații, construcții, topografie, științe aplicate, mecanică aplicată, artă militară, artilerie, drept internațional, limba franceză, limba germană, hipologie și scrimă.:pp 546-547
Educația și nivelul de cunoștințe acumulat de către absolvenții școlii au făcut ca, deși armele artilerie și geniu aveau o pondere redusă în efectivele armatei, ele să dea, totuși, proporțional, foarte mulți generali.
Sublocotenentul Prezan a urmat cursurile școlii în următorii doi ani de zile (1881 – 1883). Directorul instituției de învățământ, colonelul Dumitru Dumitrescu-Maican, îl aprecia la 1 noiembrie 1882, ca fiind „un ofițer serios, activ, inteligent. Exact la serviciu […] Promite a deveni un prea bun ofițer. Merită și însușește toate condițiunile spre a fi înaintat la alegere cu nr. 1”. Termină școala fiind clasificat al doilea din 23 de absolvenți și este avansat la gradul de locotenent, la data de 11 iulie 1883.:f.3 (p. 233).
În anul 1883, locotenentul Constantin Prezan din Regimentul 1 Geniu (unitatea în care fusese repartizat la absolvirea școlii militare) a câștigat prin concurs dreptul de a fi trimis în străinătate pentru a urma cursurile prestigioasei Școli de Aplicație pentru Artilerie și Geniu de la Fontainebleau, din Franța. Ministrul de război Ion C. Brătianu, care era și președintele Consiliului de Miniștri, a propus regelui Carol I, prin raportul nr. 7484 din 23 august 1883, acordarea unui concediu de trei ani locotenentului, pentru urmarea cursurilor școlii franceze. Locotenentul Prezan a absolvit școala de la Fontainebleau în august 1886, cu aprecierea „prea bine”, obținând și brevetul de ofițer de stat major.:pp 233-234
Merită amintit faptul că, în aceeași perioadă, s-a aflat la Paris, la studii, mai întâi ca elev al liceului „Sainte Barbe”, timp de un an, apoi al Școlii Politehnice (1884-1886) și Școlii de Poduri și Șosele (1886-1889), Ion I.C. Brătianu, viitorul mare om politic și prim-ministru liberal. Pe timpul șederii în Franța, Constantin Prezan și Ion I.C. Brătianu s-au cunoscut, ceea ce avea să ușureze colaborarea lor din anii Primului Război Mondial.:p. 7

## Cariera militară

### Pe timp de pace
La revenirea în țară, după finalizarea studiilor în Franța, locotenentul Prezan a fost încadrat ca profesor-ajutor la disciplina  fortificații, la Școala Specială de Artilerie și Geniu. Activitatea sa în cei patru ani petrecuți aici (1886-1890) avea să se bucure de aprecieri elogioase din partea conducerii școlii. Colonelul Christian Tell, aflat la comanda instituției de învățământ în acea perioadă, consemna în una din aprecierile de serviciu anuale că „face foarte bine cursul de fortificație la această școală, înlocuind chiar pe profesorul titular care îi lasă mai toată sarcina cursului”.:f.4 (p. 233)
În decembrie 1890 a fost trimis din nou în misiune în străinătate, în Germania, la Magdeburg, unde a rămas până în septembrie 1891, ca reprezentant delegat al Ministerului de Război pentru supravegherea construcției dispozitivelor speciale care urmau să intre în compunerea liniei fortificate Focșani-Nămoloasa-Galați. La terminarea misiunii, a fost încadrat în Regimentul 1 Geniu, fiind numit șef de sector la „Cetatea București”.:p. 234

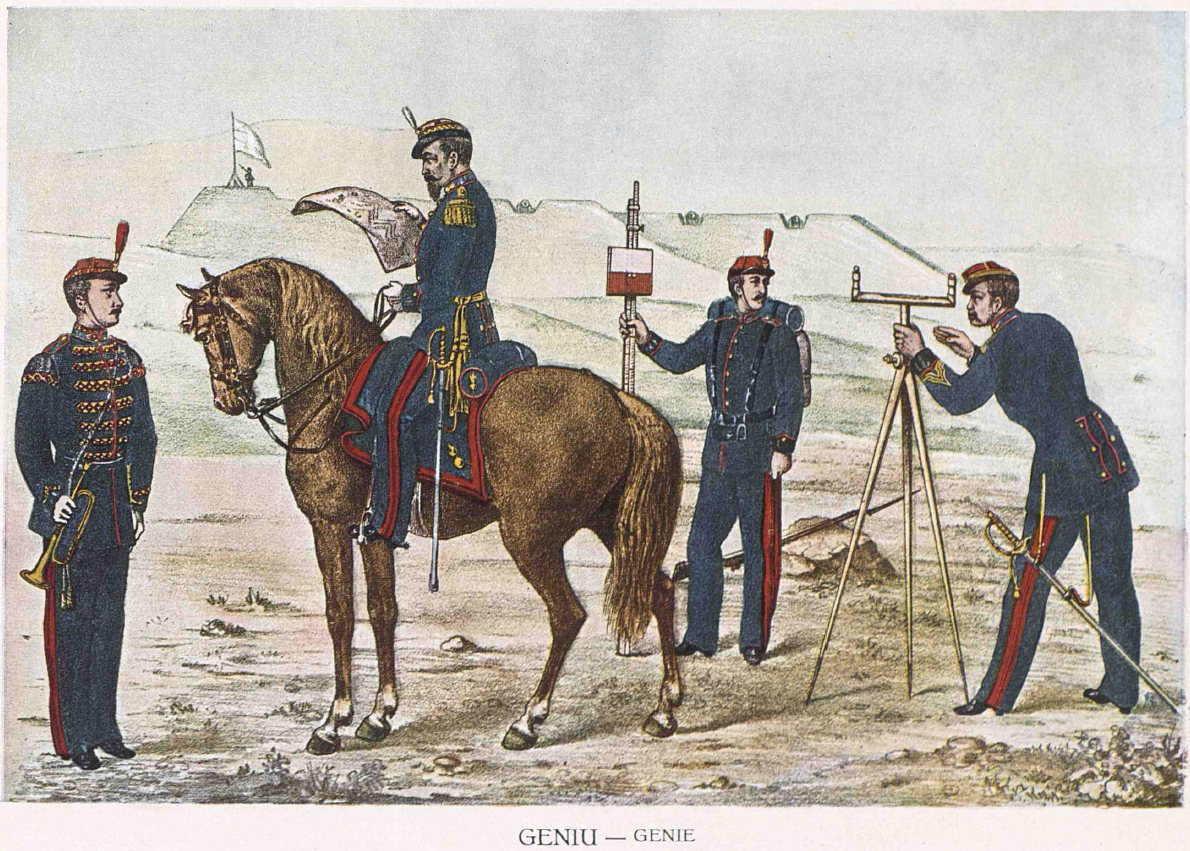
Uniformele militarilor din arma geniu, în ultima parte a secolului al XIX-lea

La 8 aprilie 1892, în urma promovării examenului, căpitanul Constantin Prezan a fost avansat la gradul de maior, fiind numit în prima sa funcție importantă de comandă, aceea de comandant de batalion în Regimentul 1 Geniu, funcție pe care a îndeplinit-o până în luna iulie 1894. Colonelul Ioan Argetoianu, care asigura - în acea perioadă - comanda Regimentului 1 Geniu, aprecia că era „foarte bun ofițer superior sub toate raporturile. Ofițer de viitor. Merită a înainta la alegere ca recompensă bine meritată pentru zelul și activitatea ce desfășoară în lucrările cu care este însărcinat și în instrucția batalionului”.:f.6 (p. 234)
Între 12 iulie 1894 și 16 noiembrie 1896, Constantin Prezan a ocupat, pe perioade scurte, o serie de funcții în Administrația Centrală a Ministerului de Război, șef al serviciului geniu al Corpului 2 Armată, dislocat în garnizoana București și comandant al Cetății București. La 10 mai 1895, după un stagiu în grad de numai trei ani, maiorul Prezan a fost avansat „la alegere” la gradul locotenent-colonel.:p. 294
La 16 noiembrie 1896, a fost numit în Statul Major Regal, ca adjutant pe lângă principele moștenitor Ferdinand, funcție pe care a ocupat-o  aproape 5 ani, până în 1901. Până în  noiembrie 1898, când a fost numit într-o poziție similară și maiorul Aurel Dumitrescu, Prezan a fost singurul adjutant al principelui Ferdinand.:p. 234
Generalul Matei Vlădescu, șeful Casei Militare Regale din acea perioadă, nota în una din aprecierile de serviciu anuale că „a justificat pe deplin bunele note obținute de la diferiții săi șefi până astăzi”, el achitându‑se cu mult zel și multă inteligență de această sarcină”.:f.6 (p. 235)
„„Înalt, svelt, vioiu, cu un început marcat de chelie și o mică bărbuță castanie, era un om foarte politicos, cu ținuta sigură și socotit la vorbă, destoinic sfătuitor totdeauna; părea a fi o fire blajină, în realitate era energic, dârz în hotărârile sale, clarvăzător și foarte milităros”.”—Eugeniu Arthur Buhman (secretar particular al regelui Carol I)

Bustul lui Constantin Prezan, ridicat în Alba Iulia. Nota bene: numele este înscris greșit: Brezan.

Din anul 1901 familia Prezan a părăsit Bucureștii pentru a se stabili la noua reședință de la Schinetea. Până în 1914 Constantin Prezan a ocupat funcții de comandă, pe diferite nivele ierarhice, în unități și mari unități dislocate în garnizoanele Vaslui, Bârlad, Roman și Iași. Astfel, la 16 noiembrie 1901, proaspăt avansatul colonel Prezan era numit, în interesul serviciului, prin Înaltul Decret nr. 3.556 din 14 noiembrie 1901, comandant al Regimentului 7 „Racova”, nr. 25, din garnizoana Vaslui.
Generalul Constantin Candiano, comandantul eșalonului ierarhic superior, Brigada 13 Infanterie, consemna în aprecierea de serviciu pe anul 1903 calitatea actului de comandă, precum și rezultatele foarte bune obținute în pregătirea ofițerilor și instrucția trupelor, în cadrul Regimentului 7 „Racova” . Acesta își încheia aprecierea conchizând că „zelul cu care servește, calitățile sale, unite cu cunoștințele militare ce posedă îl fac să fie un distins comandant de regiment, care îndeplinește sub toate raporturile condițiunile cerute pentru a înainta la gradul de general”.:f.100 (p. 236)
Acest lucru nu avea să întârzie mult, în anul următor, la 15 aprilie 1904, Constantin Prezan era numit pentru prima dată în carieră, pe o funcție prevăzută cu gradul de general, aceea de comandant al  Brigăzii 13 Infanterie, cu comandamentul la Bârlad, unitate pe care a comandat-o timp de 6 ani, până la 1 noiembrie 1910.:p. 114
La comanda acestei mari unități avea să fie avansat, ca urmare a propunerii ministrului de război de la acea vreme, generalul Alexandru Averescu, la gradul de general de brigadă, de ziua națională, 10 mai 1907. Averescu avea să îi amintească acest fapt 10 ani mai târziu, în timpul Primului Război Mondial, când Constantin Prezan - în calitate de șef al Marelui Cartier General - era superiorul ierarhic al lui Averescu, comandantul Armatei 2: „eu am contrasemnat decretul pentru înaintarea dumneavoastră la gradul de general și că locul dumneavoastră este încă și azi la stânga, iar nu la dreapta mea”. În rezoluția pusă pe acest raport, generalul Prezan avea să scrie cu malițiozitate „acest punct cuprinde un raționament atât de puternic și concludent, relativ la o chestiune operativă, că orice discuțiune cade și toți trebuie să se încline”.:p. 245

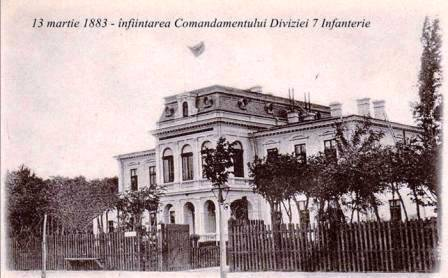
Comandamentul Diviziei 7 Infanterie din Roman

Faptul exprima mai degrabă ranchiuna generalului Averescu, avansarea lui Constantin Prezan, datorându-se, dincolo de meritele personale incontestabile, atât  modului energic în care a reușit restabilirea ordinii în zona de responsabilitate, în urma răscoalei din primăvara lui 1907, cât și influenței energicului ministru de interne, nimeni altul decât fostul său coleg de la Paris, Ion I.C. Brătianu.
Peste alți trei ani, Constantin Prezan mai urcă o treaptă în carieră, fiind numit la 1 noiembrie 1910 comandant al Diviziei 10 Infanterie, pentru ca după numai câteva luni, la 30 martie 1911, să fie mutat la comanda altei mari unități similare, Divizia 7 Infanterie, având comandamentul în orașul Roman.

### Al Doilea Război Balcanic
În noaptea de 16/17 iunie 1913 Bulgaria, susținută și încurajată atât de Rusia, cât și de Austro-Ungaria, i-a atacat prin surprindere pe foștii săi aliați din Primul Război Balcanic, Grecia și Serbia. La solicitarea acestor două țări, guvernul român a decis suspendarea imediată a lucrărilor comisiei de delimitare a frontierei comune din Dobrogea și a decretat, la 20 iunie 1913, mobilizarea generală a armatei, urmată de declarația de război transmisă Bulgariei la 27 iunie 1913.
Mobilizarea a început în noaptea de 22 iunie/5 iulie spre 23 iunie/6 iulie 1913 și s-a desfășurat mult mai rapid decât prevăzuse comandamentul bulgar (14 zile). România a chemat sub arme 509.820 de oameni, adică 6% din populația țării. Primele unități traversau Dunărea pe 2/15 iulie 1913, cu 4 zile mai devreme decât așteptările bulgarilor, fapt care s-a dovedit hotărâtor în obținerea unei victorii rapide și fără pierderi majore.
Divizia 7 Infanterie, comandată de generalul de brigadă Constantin Prezan, intra, împreună cu Divizia 8 Infanterie în compunerea Corpului 4 Armată, comandat de generalul de divizie Alexandru Lambrino. Compunerea de luptă a Diviziei 7 Infanterie, pe timpul campaniei din războiul balcanic, era următoarea::f. 22-23 (p. 12)
- Cartierul general al diviziei;
- Brigada 13 Infanterie;
- Brigada 14 Infanterie;
- Brigada 7 Artilerie;
- Regimentul 4 Vânători;

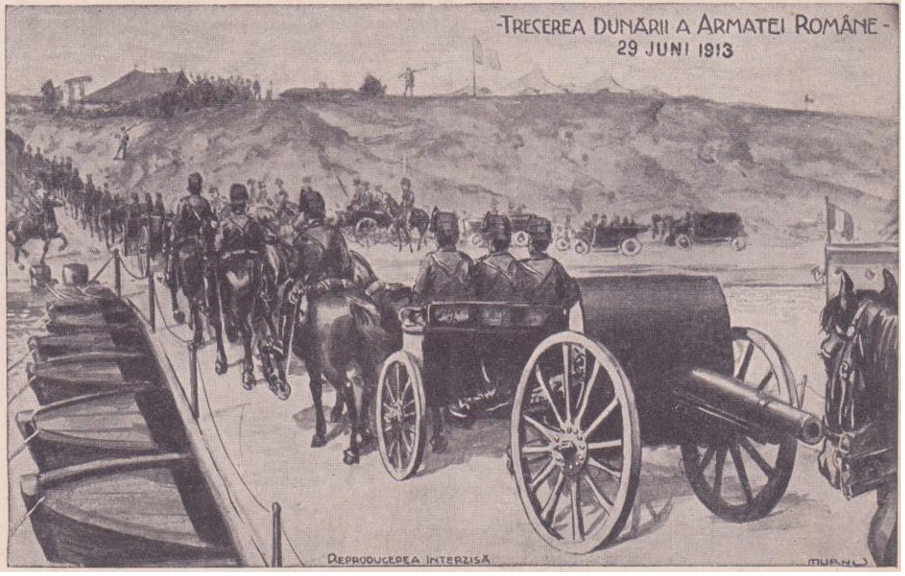
Trecerea Dunării în cel de-al doilea război balcanic

- Regimentul 11 Roșiori (primit ca întărire după trecerea Dunării);
- Compania de Pionieri;
- Ambulanța divizionară.

Corpul 4 Armată a fost destinat să facă parte din gruparea principală de lovire, care urma să ducă acțiuni militare în partea nordică a Bulgariei, având ca obiectiv final cucerirea Sofiei. Unitățile sale au fost concentrate în sudul Olteniei (în raionul Corabia-Bechet) și, începând cu data de 2 iulie 1913, s-a început trecerea Dunării pe un pod de vase instalat la Siliștioara, lângă Corabia. Divizia 7 Infanterie avea misiunea de a asigura siguranța acțiunilor militare ale Corpului 4 Armată. În acest sens, după traversarea fluviului, a executat deplasarea pe malul drept al râului Isker, pe itinerarul: Ghigen-Orehovița-Staroselo. La Staroselo unitățile diviziei au făcut o haltă mare de 2 zile, între 3/16 și 5/18 iulie.
Lipsind orice împotrivire din partea armatei bulgare, și-a continuat înaintarea pe direcția: Mahlata-Peserevo-Devent-Lukoviț-Blasniecevo-Miscovici-Vladovec-Etropole, unde a ajuns la 11/24 iulie 1913. Generalul Prezan și-a desfășurat trupele în dispozitiv de luptă, ocupând principalele puncte strategice care asigurau accesul spre Sofia. La Etropole a fost instalat Cartierul general al diviziei și o parte din forțe (Brigada 14 Infanterie, Regimentul 8 Artilerie și serviciile). O a doua grupare (Brigada 13 Infanterie, Regimentul 4 Vânători și Regimentul 5 Artilerie) a fost dispusă la Zlatița, iar un detașament avansat a fost instalat la Benkovski.:pp 12-13
Sub spectrul unei înfrângeri iminente și totale, guvernul bulgar a cerut încetarea ostilităților, trupele române rămânând pe pozițiile ocupate până în luna august 1913, când au revenit în garnizoanele de pace.
Operațiile desfășurate de Divizia 7 Infanterie pe timpul celui de-al doilea război balcanic au scos din nou în evidență calitățile de comandant ale generalului Constantin Prezan. Prin măsurile dispuse pentru pregătirea, organizarea și desfășurarea marșurilor, precum și pentru organizarea hrănirii, cartiruirii și respectarea normelor de igienă, unitățile din subordinea sa au înregistrat doar pierderi minime ca urmare a epidemiei de holeră, care a afectat foarte grav restul armatei române. Ambulanța divizionară înregistrase până la data de 23 iulie 1913, un număr de 300 de bolnavi și 19 morți de holeră, cifre mici în comparație cu pierderile înregistrate de alte mari unități similare.:p. 12
Locotenentul Constantin Pantazi din Regimentul 11 Roșiori, viitor ministru de război în timpul celui de-al Doilea Război Mondial, consemna următoarele despre războiul balcanic: „generalul Prezan a comandat pe tot timpul campaniei din Bulgaria Divizia 7 Infanterie, această mare unitate s-a remarcat prin disciplină și executare precisă și metodică a tuturor misiunilor primite”.:p. 27
Constantin Prezan s-a bucurat și de aprecierile regelui Carol I, care, într-o convorbire cu Alexandru Marghiloman, spunea că „găsește pe divizionarii noștri, afară de Cotescu și Prezan, foarte slabi”.
În aceste circumstanțe, promovarea sa în funcție și avansarea în grad nu aveau să întârzie. La 10 mai 1914, a fost avansat la gradul de general de divizie și numit la comanda Corpului 3 Armată. Avea să rămână în această funcție doar câteva luni, în același an fiind numit comandant al Corpului 4 Armată, mare unitate de care avea să fie foarte legat.

### Primul Război Mondial
În anul 1914, la începutul Primului Război Mondial, cariera militară a lui Constantin Prezan era la apogeu: ajunsese la cel mai înalt grad pe care îl putea primi un militar pe timp de pace (general de divizie), ocupând, totodată, una din cele mai înalte funcții, aceea de comandant de corp de armată, cea mai mare funcție posibilă în timp de pace, cu excepția celei de șef al Marelui Stat Major.
Parcursul său în carieră se bazase pe o temeinică pregătire militară și de specialitate, conștiinciozitate, echilibru forța caracterului, apropierea de oameni, dar și exigența manifestată în toate situațiile. Au existat, totuși, și persoane care, având în vedere stagiul său la Casa Militară Regală, relația cu Ionel Brătianu sau reputația soției sale, Olga, îl considerau „un ofițer de salon, care își datora parcursul în carieră unor fericite împrejurări”. Deși aceste circumstanțe favorizante au existat, modul în care Constantin Prezan a condus armata română pe parcursul războiului a demonstrat că toate aceste afirmații erau nefondate.:p. 103

#### Comandant al Corpului 4 Armată și al Armatei de Nord

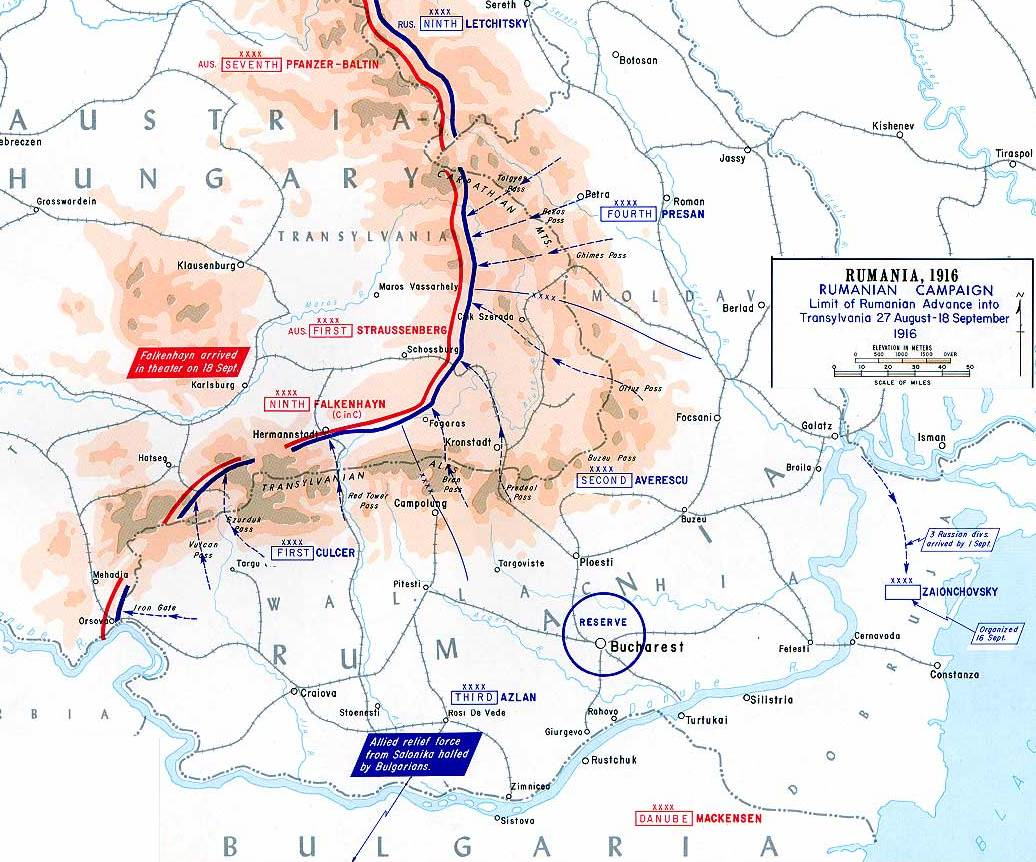
Campania din toamna anului 1916

Între 1914 și august 1916, generalul Constantin Prezan a fost comandant al Corpului 4 Armată, cu reședința la Iași, mare unitate care, în conformitate cu planul de mobilizare, se transforma în caz de război în Armata de Nord.
În perioada în care România a rămas neutră, misiunea marii unități a constat în asigurarea granițelor de vest și est ale țării, în zona de responsabilitate. Misiunea era îngreunată de faptul că cei doi vecini, Rusia și Austro‑Ungaria erau angrenați în înfruntări militare de amploare, chiar la frontiera României, pe frontul din Bucovina și Galiția. O altă misiune principală a Corpului 4 Armată a fost organizarea și desfășurarea pregătirii marilor unități și unităților din subordine pentru o eventuală intrare în război, cu temeinicie dar cu discreție și fără să pară provocatoare.:p. 12
Planul de campanie pentru anul 1916, „Ipoteza Z” definea obiectivul politic major al războiului ca fiind „realizarea idealului nostru național, adică întregirea neamului, prin eliberarea teritoriilor locuite de români, care se găsesc astăzi înglobate în monarhia austro‑ungară”.
În conformitate cu prevederile aceluiași plan, în momentul declarării mobilizării se înființau patru armate: Armata 1, Armata 2, Armata 3 și Armata de Nord, prin transformarea corpurilor de armată existente. Un element care a impietat puternic punerea în execuție a acestui plan a fost faptul că formarea celor patru comandamente de armată s‑a făcut după declanșarea mobilizării și nu înaintea ei, așa cum ar fi fost normal. Prin urmare, comandamentele nou create nu au putut să gestioneze această operație dificilă, preluând comanda asupra forțelor subordonate și controlul operațiilor aflate în curs de desfășurare simultan cu propria lor constituire. Generalul Prezan, comandant al Corpului 4 Armată, fiind numit comandant al Armatei de Nord, a fost singurul care a avut șansa de a comanda trupele pe care le avea deja în subordine, lucru care nu s-a întâmplat în cazul celorlalte trei armate. Acesta este și unul din factorii majori care au contribuit la modul organizat și disciplinat în care au fost conduse și desfășurate acțiunile militare ale Armatei de Nord, față de ezitările și improvizațiile care s-au manifestat în cazul operațiilor desfășurate de restul armatei române.:p. 240
La declanșarea ostilităților, în noaptea de 14/15 (27/28) august 1916, forțele principale ale Armatei de Nord erau dispuse pe frontiera cu Austro-Ungaria, în zona Carpaților Răsăriteni, între văile Bistriței și Cașinului. Compunerea de luptă a armatei era următoarea::pp 269-270
- Divizia 14 Infanterie (întărită cu Brigada 4 Artilerie Mixtă) - comandant: generalul de brigadă Paraschiv Vasilescu
  - Regimentul 56 Infanterie - comandant: colonelul Constantin Niculcea
  - Brigada 27 Infanterie - comandant: generalul de brigadă Luca Vlădoianu
  - Brigada 28 Infanterie - comandant: generalul de brigadă Constantin Fl. Ionescu
- Divizia 7 Infanterie - comandant: generalul de brigadă Ioan Istrate Constantin Prezan și regele Ferdinand pe front, în 1917

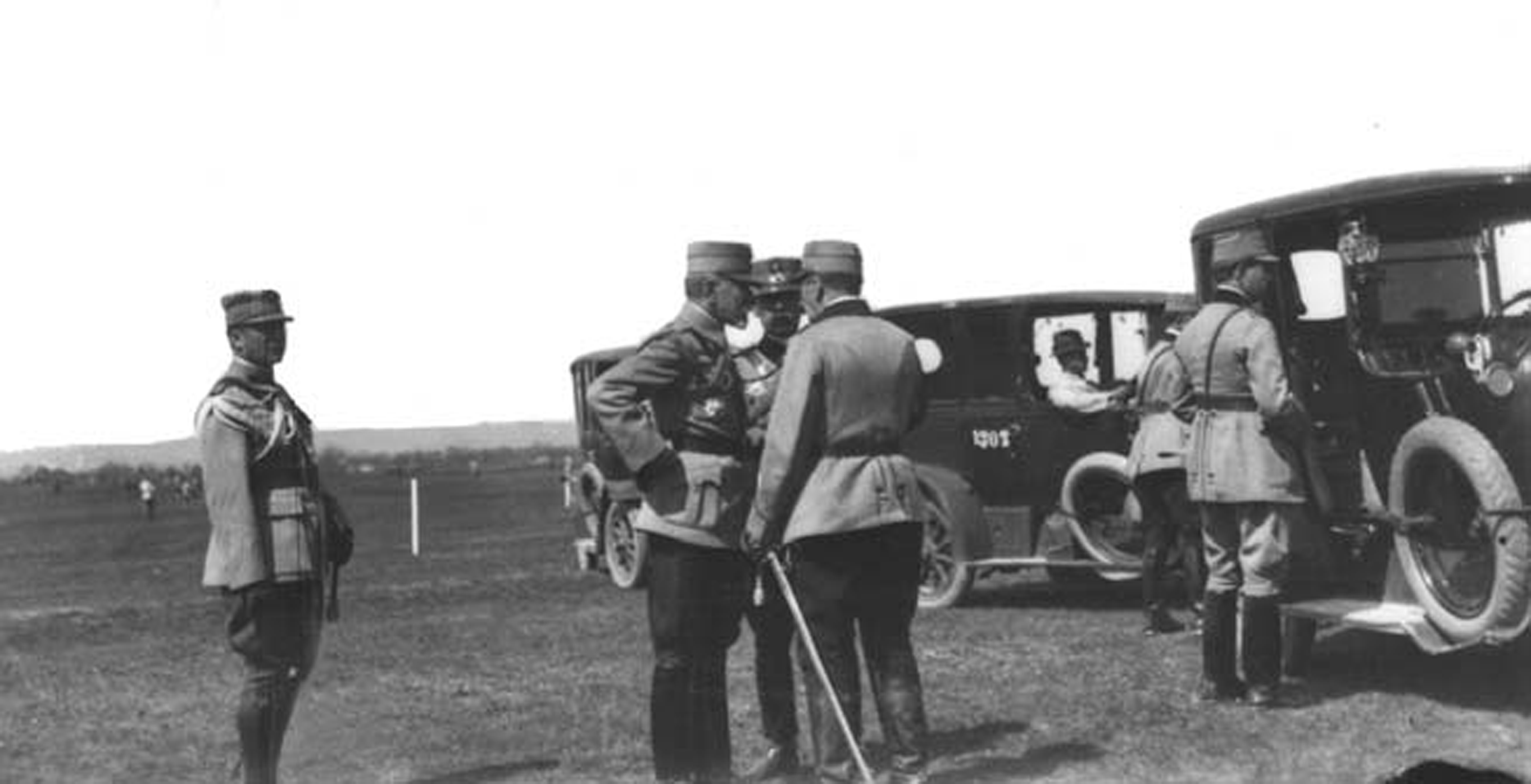
Constantin Prezan și regele Ferdinand pe front, în 1917

  - Brigada 14 Infanterie - comandant: colonelul Octav Boian
  - Brigada 13 Infanterie - comandant: colonelul Petre Velicu
- Divizia 8 Infanterie - comandant: generalul de brigadă Ioan Pătrașcu
  - Brigada 15 Infanterie - comandant: generalul de brigadă Nicolae Petala
- Divizia 2 Cavalerie - comandant: generalul de brigadă Gheorghe Basarabescu
  - Regimentul 7 Roșiori
  - Regimentul 11 Roșiori
  - Regimentul 8 Vânători
- Brigada 4 Călărași
- Unitățile de grăniceri din zona de responsabilitate.[38]

În baza Directivei operative nr. 1 și a Ordinului Marelui Stat Major nr. 2768 din 13/26 august 1916, Armata de Nord, cu un efectiv de 107.948 de oameni, a trecut la ofensivă pe un front cu o dezvoltare de circa 270 km, între văile Bistriței și Cașinului, având misiunea de a nimici rezistența inamicului și a ajunge cât mai rapid în văile superioare ale Mureșului și Oltului, creându-și condiții favorabile pentru dezvoltarea ofensivei spre vest și stabilirea legăturilor cu Armata 9 rusă.:pp 243-244
Generalul Prezan a adoptat un stil modern de conducere a acțiunilor militare, bazat pe exercitarea fermă și fără derogări de către subordonați a comenzii, luarea deciziilor pe baza evaluării mai multor cursuri de acțiune și a selectării celui mai potrivit, în funcție de situația concretă, stabilirea unei diviziuni riguroase a muncii și responsabilităților în cadrul statului major al armatei, transmiterea oportună și clară a ordinelor de acțiune către unitățile subordonate și lăsarea inițiativei comandanților subordonați privind modul de ducere la îndeplinire a acestora.:pp 33-35
Astfel se explică modul disciplinat și eficient în care a luptat Armata de Nord atât pe timpul operației ofensive în Transilvania (15 august - 18 septembrie 1916), cât mai ales pe timpul retragerii pe linia frontierei de stat (septembrie-noiembrie 1916). Trebuie menționat că Armata de Nord a fost singura care a atins și menținut aliniamentul fixat prin planul de operații (Vatra Dornei – Răstolița – pantele vestice ale munților Gurghiului – Sovata – Praid – Odorhei), realizând o scurtare cu peste 120 de kilometri a lungimii frontului.:p. 278
Atitudinea eroică a Armatei de Nord în zilele grele ale retragerii din noiembrie 1916 avea să fie elogiată și dată ca exemplu de regele Ferdinand comandanților celorlalte armate, care începuseră să manifeste o atitudine defetistă și resemnată.
„În situația actuală nu admit să se vorbească de retragere. Trebuie ca toată lumea, începând cu generalul comandant de armată să desfășoare o energie extremă [...] Orice defecțiune, orice idee de retragere nemotivată de presiunea reală a inamicului, trebuie reprimată imediat cu pedepse capitale.

Armata de Nord, într-o situație dificilă și în fața atacurilor unor forțe superioare, a contraatacat admirabil, 10 zile de-a rândul și a reușit să izgonească pe inamic peste frontieră. Aștept același lucru și de la celelalte armate.:p. 145”—Regele Ferdinand I, Ordinul Comandamentului de Căpetenie nr. 2262 din 11 octombrie 1916
Aceste aprecieri i-au atras lui Prezan antipatia generalului Alexandru Averescu, la momentul respectiv comandantul Armatei 2, care tocmai condusese dezastruos în calitate de comandant al Armatei 3, inutila și inoportuna operație de la Flămânda. După război, într-o încercare de justificare a eșecului propriu și de minimalizare a meritelor lui Prezan, Averescu avea să susțină, fără a aduce vreo dovadă în sprijinul celor afirmate, că generalul Prezan a ajuns la Marele Cartier General pentru că inamicul ar fi menajat Armata de Nord, comandată de acesta.
În fața înfrângerilor în serie suferite de Armata României în Oltenia și Muntenia, factorii de decizie politică au hotărât să îl numească pe generalul Constantin Prezan la comanda Armatei 1, având ca obiectiv imediat organizarea apărării Bucureștilor. 
„Către Armata de Nord

Generalului Constantin Pezan
Din Înalt Ordin sunteți numit, provizoriu, comandant al Armatei 1. În consecință, binevoiți, vă rog, a vă prezenta mâine 10 noiembrie, la orele 10.30 a.m. la Marele Cartier General. Veți lua din Statul Major al Armatei de Nord pe căpitanul Antonescu Ion.
Din Înalt Ordin

p. Șeful Statului Major General

General de brigadă Dumitru Iliescu:p. 153”—Ordinul de numire a generalului Prezan la comanda Armatei 1
În ciuda situației strategice dezastruoase preluate, Prezan, împreună cu șeful nou sositei Misiuni Militare Franceze, generalul Henri Berthelot, au întocmit un plan de operații care prevedea un atac de flanc, prin surprindere, la joncțiunea dintre Grupul de Armate Mackensen și Gruparea Kühne, unde fusese identificat un interval de circa 20 de kilometri neacoperit de forțele germane. Prezan ordonă un atac concentrat cu șapte divizii împotriva Grupului de Armate Mackensen. Diviziile 18 și 21 au atacat frontal, pentru a fixa forțele germane, în timp ce Diviziile 2/5, 9/19 Infanterie și Divizia 2 Cavalerie au atacat flancul stâng descoperit al Grupului Mackensen. Concomitent, două divizii rusești proaspăt sosite, Divizia 8 Cavalerie și 40 Infanterie au atacat flancul stâng.
Bătălia pentru București a început la 30 noiembrie 1916 și pentru câteva zile ofensiva condusă de generalul Prezan „a reprezentat un pericol amenințător pentru forțele conduse de Mackensen care aproape au reușit să îi întoarcă flancul”. Generalul Erich Ludendorff (șeful Statului Major General german) considera situația ca fiind foarte serioasă: „Pe 1 decembrie aripa stângă a Armatei Dunării a fost foarte puternic atacată la sud-vest de București și împinsă înapoi. Trupele germane care trecuseră deja Neajlovul au fost izolate. Situația devenise cu siguranță foarte critică”.
Forțele române au capturat câteva mii de prizonieri precum și importante cantități de material de război pe timpul acestei contraofensive și numai intervenția de ultim moment a Diviziei 26 Turce, pe 2 decembrie, a salvat gruparea lui Mackensen de la încercuire, oferindu-le germanilor răgazul de care aveau nevoie pentru a-și reface dispozitivul.  În același timp, 2 ofițeri curieri care duceau ordinele de luptă către divizii au fost luați prizonieri, germanii aflând astfel dispozitivul trupelor româno-ruse, fapt ce i-a permis generalului Erich von Falkenhayn, să ordone un atac nimicitor care a întors flancul drept al trupelor române, nevoite să se retragă și să lase deschis drumul spre București.
Deși bătălia pentru București a fost pierdută, atât regele Ferdinand, cât și prim-ministrul Ionel Brătianu au fost plăcut impresionați de profesionalismul și hotărârea cu care generalul Constantin Prezan a planificat și condus această operațiune, luând decizia de a-l numi șef al Marelui Cartier General, începând cu data de 5 decembrie 1916.
„Ordinul de numire a generalului Prezan ca șef al Marelui Cartier General”

#### Șef al Marelui Cartier General
Pierderea bătăliei pentru București compromitea definitiv situația șefului Marelui Cartier General al Armatei, generalul de brigadă Dumitru Iliescu, și Ionel Brătianu a fost nevoit să propună Regelui Ferdinand înlocuirea prietenului său. Pentru preluarea funcției existau doi candidați: generalii de divizie Alexandru Averescu și Constantin Prezan.
Generalul Averescu era bine cunoscut în rândurile armatei, precum și în opinia publică, atât prin cariera sa din trecut, dar și prin funcțiile de comandă pe care le exercitase în război. Avea un prestigiu care-l indica pentru a prelua șefia Marelui Cartier General. Generalul Prezan își crease o faimă deosebită prin modul exemplar în care a condus Armata de Nord și pentru felul în care pregătise și condusese bătălia pentru București. Era în plină ascensiune. 

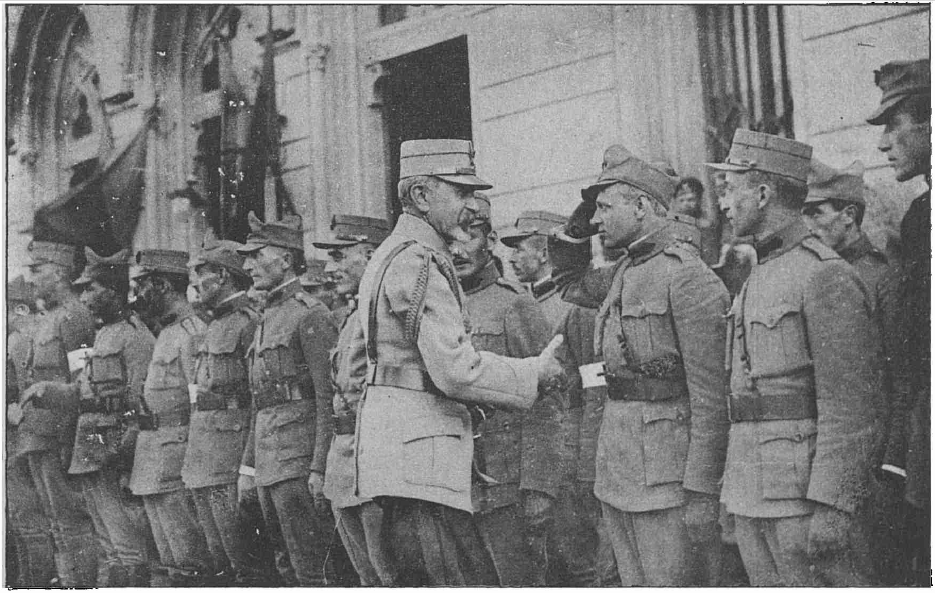
Generalul Prezan întâmpinând voluntarii ardeleni în gara Iași, 1917

Pe de altă parte, relațiile dintre Ionel Brătianu și generalul Averescu nu erau foarte cordiale de când generalul Averescu fusese silit să părăsească conducerea Ministerului de război din guvernul Ionel Brătianu și de când prietenia generalului cu Take Ionescu, șeful Partidului Conservator-Democrat, devenise notorie.:p. 37
Brătianu nu uita că situația prezentă a războiului se datora și faptului că el și regele cedaseră presiunilor lui Averescu și îi permiseseră acestuia să organizeze dezastruoasa operație de la Flămânda, care, în final, condusese la slăbirea și dezorganizarea întregii armate. Din aceste motive, Ionel Brătianu l-a propus pe generalul Constantin Prezan pentru a fi numit șef al Marelui Cartier General, încredințându-i din acel moment și până la sfârșitul războiului comanda efectivă a operațiunilor militare ale Armatei Române.:p. 38
După bătălia de pe Argeș, guvernul a hotărât evacuarea Munteniei, Olteniei și Dobrogei, care erau deja ocupate de inamic. Marele Cartier General s-a deplasat prin salturi, la început, la Urziceni, apoi la Buzău, Focșani și Bacău, pentru a se instala la Iași.
Cu excepția generalului Alexandru Averescu, care și‑a exprimat nemulțumirea față de numirea generalului Constantin Prezan în fruntea Marelui Cartier General, considerându-l „un ofițer merituos în arma geniului, dar care nu a servit măcar o zi în Statul Major”, decizia regelui Ferdinand s-a bucurat de o apreciere aproape unanimă, atât în rândul armatei și al conducătorilor politici, cât și în rândul șefilor misiunilor militare străine.:p. 253
Viitorul general (pe atunci doar maior) Radu R. Rosetti, deși era un apropiat al generalului Dumitru Iliescu, schimbat din funcție, aprecia că „Evenimentele ulterioare au justificat pe deplin alegerea pe care o făcuse Regele”,:p. 115 iar Nicolae Iorga constata o realitate, atunci când aprecia că „Armata și‑a găsit un șef adevărat în calma siguranță a generalului Prezan”.:p. 93
Conform memoriilor lui I. Gh. Duca, Constantin Prezan „prin firea sa blajină, prin temperamentul său conciliant, prin lealitatea sa, a reușit să impună comandamentului rusesc respectul cuvenit și să evite ciocniri inutile și violente. Mai târziu, cu generalul Scerbacev, raporturile au devenit chiar cordiale”.:pp 133-134
Primele obiective și realizări ale noului șef al Marelui Cartier General au fost redislocarea comandamentelor, unităților și marilor unități în teritoriul dintre Siret și Prut, reglementarea relațiilor cu conducerea militară rusă referitoare la transporturile feroviare, relațiile de comandament, zonele de responsabilitate, precum și crearea cadrului de colaborare cu Misiunea Militară Franceză.:p. 254
În primele luni ale anului 1917, Marele Cartier General a funcționat la Bârlad, în localul fostei Brigăzi 13 Infanterie, unitate la conducerea căreia Prezan obținuse primul grad de general, în 1907. Principalele activități desfășurate de Marele Cartier General în această perioadă au fost conceperea, organizarea, conducerea și coordonarea acțiunilor și activităților referitoare la reorganizarea armatei și  elaborarea planului de campanie pentru campania anului 1917.:p. 254

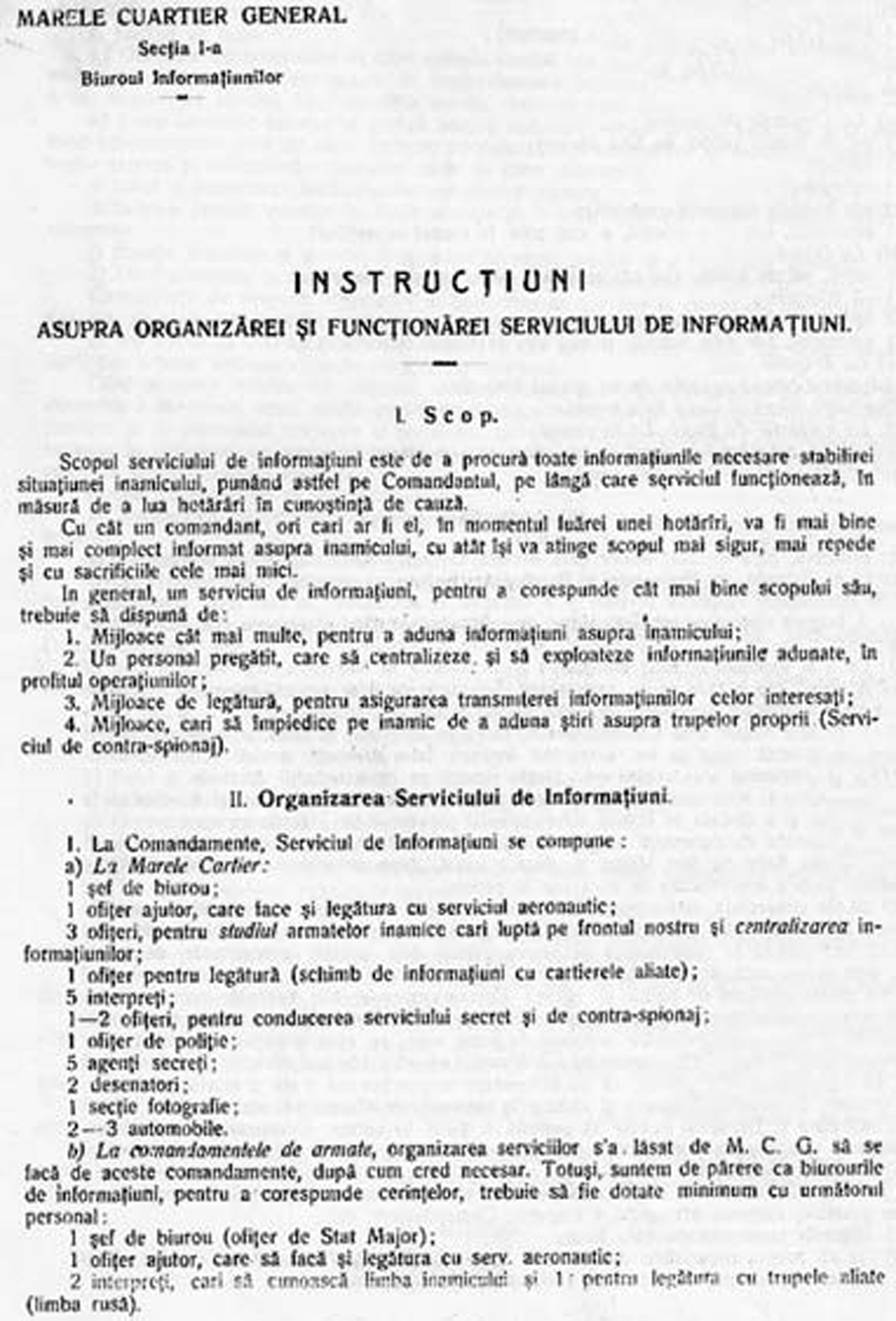
Instrucțiunile Marelui Cartier General privind organizarea Serviciului de Informații, 1917

Reorganizarea armatei s‑a desfășurat pe baza Instrucțiunilor generale referitoare la organizarea armatei, emise de Marele Cartier General în februarie 1917. În centrul acțiunii de reorganizare s-au aflat diviziile considerate „adevăratele unități de luptă”. Instrucțiunile detaliau rolul comandanților de pe diferite trepte ierarhice, rolul corpului ofițeresc și al trupei, instrucția trupelor, pregătirea diferitelor genuri de armă, pregătirea personalului etc.
Elaborarea planului de campanie pe frontul românesc, pentru vara anului  1917 a fost un proces laborios și anevoios, care s-a întins până în luna iunie, din cauza punctelor de vedere divergente ale comandamentelor român și rus, divergențe referitoare la concepția generală și detaliile operațiunilor preconizate. Întâlnirile organizate pentru discutarea planului de campanie i-au permis lui Prezan să poată demonstra și convinge factorii de decizie politico-militară despre corectitudinea concepției părții române, și concordanța deplină a acesteia cu scopul politic și militar al campaniei preconizate pentru vara anului 1917. Discuțiile cu conducerea militară rusă au durat mult și au fost uneori foarte tensionate, dar s-au finalizat cu acceptarea viziunii Marelui Cartier General român.:p. 256
După definitivarea planului de campanie, generalul Prezan a semnat și a transmis comandanților de armate Instrucțiunile operative nr. 29 (strict secrete), din 19 mai/1 iunie 1917, care cuprindeau obiectivele campaniei și măsurile care trebuiau luate pentru executarea desfășurării strategice a forțelor și pregătirea acțiunilor de luptă.
Bătăliile de la Mărăști, Mărășești și Oituz, desfășurate sub coordonarea Marelui Cartier General român, au stopat marșul ofensivei Puterilor Centrale la flancul stâng al Frontului de Est, fiind singurele succese certe ale aliaților în această regiune a Europei. Aflat în ipostaza neobișnuită de a comanda și coordona trei armate aliate, în cea mai importantă fază a acțiunilor militare din anul 1917, generalul Prezan și-a demonstrat priceperea organizatorică și de conducere. El a reușit să formeze o echipă de stat major capabilă, promovând ofițeri tineri, între care s-a remarcat maiorul (viitorul mareșal) Ion Antonescu, șef al Biroului Operații, concomitent cu apelarea la experiența unor ofițeri integri și cu experiență, precum generalul Constantin Christescu, subșef al Marelui Cartier General și generalul Alexandru Averescu.
Treptat, cu răbdare și diplomație, generalul Constantin Prezan a reușit să pună ordine în Marele Cartier General, să aplaneze conflictele dintre liderii politici și cei militari, pe subiectul „vinelor” pentru eșecurile din 1916. În acest mod, generalul Prezan a contribuit la realizarea concordanței scopurilor politice de război cu obiectivele militare.:p. 123-124
Lucrarea enciclopedică Șefii Statului Major General Român (1859 – 2000)  surprinde foarte bine modul în care generalul Prezan a pregătit și condus operațiile de la Mărăști, Mărășești și Oituz, caracterizat printr-o serie de trăsături distinctive cum ar fi:
- efortul constant pentru realizarea, pe cât posibil, a centralizării conducerii strategice, prin definirea cu claritate a scopului acțiunilor militare și a obiectivelor strategice și operative;
- capacitatea de a sesiza momentele de criză (cum a fost cazul atacului generalizat declanșat de  forțele germane, în 25-26 iulie 1917 la Mărășești, contracarat prin introducerea în luptă a Armatei 1 române);
- identificarea corectă a direcțiilor probabile de atac ale inamicului, precum și a punctelor cheie de organizare a rezistenței;
- constituirea unui dispozitiv strategic de apărare specific războiului modern de poziții, prin folosirea sistemului centrelor de rezistență și sectoarelor amenajate genistic;
- amplasarea judicioasă a grupărilor de artilerie grea și întrebuințarea aviației în misiuni de cercetare și în luptă;
- constituirea permanentă de rezerve adecvate și utilizarea rațională a acestora;
- adaptarea promptă la realitățile câmpului de luptă (ordinul de transferare a Armatei 1 în zona Mărășești, crearea detașamentelor de asigurare a flancurilor interioare ale armatelor 1 și 2, în sectorul Muncelu, dispozitivul de repliere a frontului Armatei 2 pe linia Vizantea etc.).[11]:p. 124

Marele Cartier General și, implicit, generalul Prezan, a fost acuzat de multe ori de inconsecvență, pe parcursul războiului. Totuși, având în vedere atât  împrejurările concrete specifice epocii, cât și puterea reală de care dispunea, Marele Cartier General s-a străduit să imprime o notă de coerență și continuitate acțiunilor militare. E adevărat că a cedat uneori presiunilor „de jos” sau „de sus”, cum a fost, spre exemplu, intervenția generalului Averescu pentru continuarea ofensivei de la Mărăști sau intervenția regelui Ferdinand în cazul înlocuirii generalului Christescu la comanda Armatei 1, dar în momentele hotărâtoare a reacționat cu fermitate și hotărâre (trecerea Corpului 8 Armată rus în subordinea Armatei 1 române sau preluarea efectivă a conducerii la nivel strategic a frontului românesc, în august 1917).:pp 124-125
Generalul Prezan a fost un adept al apărării energice, determinând comandamentele și trupele să adopte o atitudine agresivă față de inamic, să riposteze la fiecare atac general sau atacuri de front și flanc, să dispute terenul cu înverșunare, epuizând forța de șoc a germano-austro-ungarilor.:pp 124-125
Evoluțiile complexe de pe frontul românesc din toamna anului 1917 și primăvara lui 1918, datorate izbucnirii revoluției ruse și apoi retragerii Rusiei din război, au determinat o serie de schimbări la nivelul conducerii militare a armatei române. Astfel, prin Înaltul Ordin de Zi nr. 44 din 21 noiembrie 1917, regele Ferdinand preda comanda de căpetenie a armatei șefului Marelui Cartier General, generalul Constantin Prezan, însărcinându-l cu „comanda Armatei Române, până la noi ordine”. Acest aranjament avea rolul de a evita să îl pună pe regele României într-o situație umilitoare în eventualitatea unei posibile capitulări în fața Puterilor Centrale.
Odată cu semnarea în luna martie 1918 a armistițiului cu Puterile Centrale, care prevedea, între altele, și demobilizarea armatei române, inclusiv a Marelui Cartier General, generalul Constantin Prezan alege să iasă din cadrele active ale armatei, pensionându-se începând cu 1 aprilie 1918. La conducerea a ceea ce a mai rămas din Marele Cartier General, anume Serviciul de Stat Major, a fost numit generalul Constantin Christescu.:p. 96

### Operațiile militare pentru apărarea Marii Uniri (1918-1920)
La  27 octombrie/9 noiembrie 1918, România a declarat din nou război Puterilor Centrale, decretând cea de-a doua mobilizare. Generalul Constantin Prezan a fost numit, din nou, șef al Marelui Cartier General, având ca prim obiectiv mobilizarea comandamentelor, forțelor și mijloacelor și de constituirea dispozitivului strategic.
În perioada următorilor doi ani, Marele Cartier General a condus trei operații importante: 
- eliminarea forțelor inamice de pe teritoriul Vechiului Regat;
- apărarea frontierei de est și nord-est amenințată de trupele sovietice;
- alungarea trupelor maghiare din Transilvania, Crișana și Maramureș și înfrângerea armatei Ungariei sovietice, stat succesor al Austro-Ungariei, care a continuat operațiile militare împotriva României.

În paralel, conducerea superioară a oștirii a contribuit la desfășurarea negocierilor dintre România și Antanta cu privire la stabilirea „liniilor de demarcație” cu Ungaria în 1918-1919 și la retragerea trupelor aliate din Banat și Dobrogea.
La 20 martie 1920, în conformitate cu Înaltul Decret nr. 1162 din 18 martie 1920, Marele Cartier General a fost demobilizat, structurile sale fiind fie contopite cu structurile Marelui Stat Major, fie desființate. La aceeași dată, Generalul Constantin Prezan și-a prezentat demisia din armată, fiind pensionat a doua oară.
Plecarea lui Prezan a fost mai degrabă una forțată, după cum arăta unul dintre cei mai apropiați colaboratori ai săi, generalul Ion Antonescu: „Amărât și scârbit generalul și-a dat demisia, care i-a fost primită cu iuțeala cu care se primește aceea a unui rău rândaș. Ca ultimă și supremă recompensă, ministrul de război i-a trimis o minusculă și fără de valoare statuetă de bronz, însoțită de o scrisoare de recunoștință din partea Armatei, aduse pe întuneric de un locotenent sau căpitan de administrație.
Maurul trebuie să plece și încă pe ușa din dos.
Venise la putere rivalul său de moarte, generalul Averescu și toți tremurau de frică. Ministru de război era generalul Ion Rășcanu și secretar general, generalul Amza. O scriu ca să se știe”.

## Activitatea politică

### Nominalizări pentru funcții politice
Membru al Regenței - 1929
La 7 octombrie 1929 a încetat din viață regentul Gheorghe Buzdugan, fapt care a generat o anumită stare de confuzie în rândul clasei politice, întrucât nu exista un statut al regenței care să prevadă procedurile de urmat într-o astfel de situație.:p. 157 Printre cei propuși pentru ocuparea acestui post a fost și Constantin Prezan. „Am propus pe generalul Prezan. Sângele său francez îi dădea instinctul de ordine pe care nu-l au decât în măsură mică ai noștri. Se dovedise nesimțitor la curentele populare care avuseră atâta influență asupra celuilalt mare general al războiului, Averescu.:pp 7-8
Constantin Prezan a rămas rezervat față de această propunere, nedorind să intre în mașinațiunile politice urzite de Iuliu Maniu, care aveau în cele din urmă să impună în Regență pe Constantin Sărățeanu, „magistrat obscur, fără un relief, membru la Curtea de Casație, considerat o mediocritate, care avea însă o calitate: era rudă cu Mihai Popovici. L-am auzit pe Constantin Stere profețind "azi Iuliu Maniu a dat lovitura de moarte Regenței"”. La votul din parlament, Constantin Prezan a obținut, totuși, 22 de voturi, insuficiente față de cele 445 atribuite lui Sărățeanu de către majoritatea din parlament.:p. 163
După cum menționează Nicolae Iorga, „generalul nu arătase graba de a primi și, când mașina majoritară a Parlamentului l-a înlăturat, n-a dovedit prin nimic, deși se pare că se așteptase de la recunoștința națională la alt rezultat, nici cea mai mică părere de rău”.:pp 7-8
Președinte al Consiliului de Miniștri - iunie 1930
La 6 iunie 1930 Carol Caraiman se întorcea în țară ca simplu cetățean și în numai două zile avea să acapareze tronul, ca regele Carol al II-lea, detronându-și propriul fiu. Iuliu Maniu a prezentat demisia guvernului, pentru a permite parlamentului alegerea ca rege a lui Carol. În noaptea de 7 iunie 1930, în încercarea de a identifica posibilitatea formării unui guvern de uniune națională, Carol s-a întâlnit cu mai mulți dintre fruntașii politici și militari, inclusiv cu generalul Prezan. După cum mărturisește Nicolae Iorga, concluzia a fost că „deși Regele a vorbit lui Prezan, de a cărui discreție se sfiește și de a cărui neexperiență în rosturile politice se teme, situația rămâne nehotărâtă. […] Ministeriul cel mare, cu Presan, Titulescu sau, la nevoie, și cu mine, acela rămâne pentru mai târziu. În politică pornești cu o idee și ești silit să ajungi la alta”.:p. 10 Regele a decis să nominalizeze cu formarea noului guvern tot pe Iuliu Maniu. Acest lucru avea să scoată la iveală disensiunile din cadrul Partidului Național Țărănesc, aducând din nou în actualitate numirea lui Constantin Prezan în fruntea viitorului guvern.
„Dar nu trec câteva ceasuri și lipsa de unitate a partidului zădărnicește formarea Ministeriului. Cum, în chestia dinastică, țărăniștii din Vechiul Regat, cu d. Iunian în frunte, dar fără aprobarea d-lui Madgearu, fuseseră pentru Rege, iar ardelenii contra, luptele de persoane găsesc o bază în această deosebire de atitudine. Așa fiind, soluția Prezan se impune. Generalul e chemat din liniștea sa de la țară.:p. 11”—Nicolae Iorga, Doi ani de restaurație
Prezan a dorit să formeze un adevărat guvern de uniune națională - nu doar unul marionetă - cu Nicolae Iorga ca vice-premier, începând în acest sens consultările cu liderii tuturor partidelor parlamentare.  Când mă vede, pentru a-mi propune vice-președinția, și eu îi răspund că primesc numai "ministeriul pe care nu-l va voi nimeni", pare sigur de național-țărăniști, are speranțe din partea generalului Averescu, dar nu va face nimic fără asentimentul, care pare imposibil, al lui Vintilă Brătianu.”:p. 11
Liberalii au refuzat să participe la această inițiativă, fapt care, coroborat și cu cererile excesive ale țărăniștilor, l-a determinat pe Prezan să renunțe. Iorga scria: „În seara zilei de 13 se află că, rău primit de șeful liberalilor, d. Prezan și-a depus mandatul, fără a întreba pe nimeni din aceia cu cari înțelesese a colabora. De altfel, d. Maniu îi ceruse cât nu putea da, iar dr. Lupu două ministere, câteva subsecretariate și patruzeci de locuri în Cameră”.:p. 12
Astfel, avea să fie instaurat un nou guvern condus de Iuliu Maniu, la 13 iunie 1930, care a depus jurământul noului rege, Carol al II-lea.:p. 135
Președinte al Consiliului de Miniștri - septembrie 1940
Constantin Prezan avea să refuze încă o dată, în septembrie 1940, să devină prim-ministru, chiar dacă această propunere venea de la cel mai apropiat colaborator al său, ajuns acum conducător al statului, generalul Ion Antonescu; acest refuz avea să ducă la o răcire a relațiilor dintre cei doi. După cum arată în memoriile sale generalul Constantin Pantazi, ministru de război în guvernul Antonescu, „relațiile între bătrânul mareșal și Antonescu erau reci de când mareșalul Prezan refuzase în septembrie 1940 să formeze un guvern național.”:pp 127-128

### Participant și membru al Consiliilor de Coroană

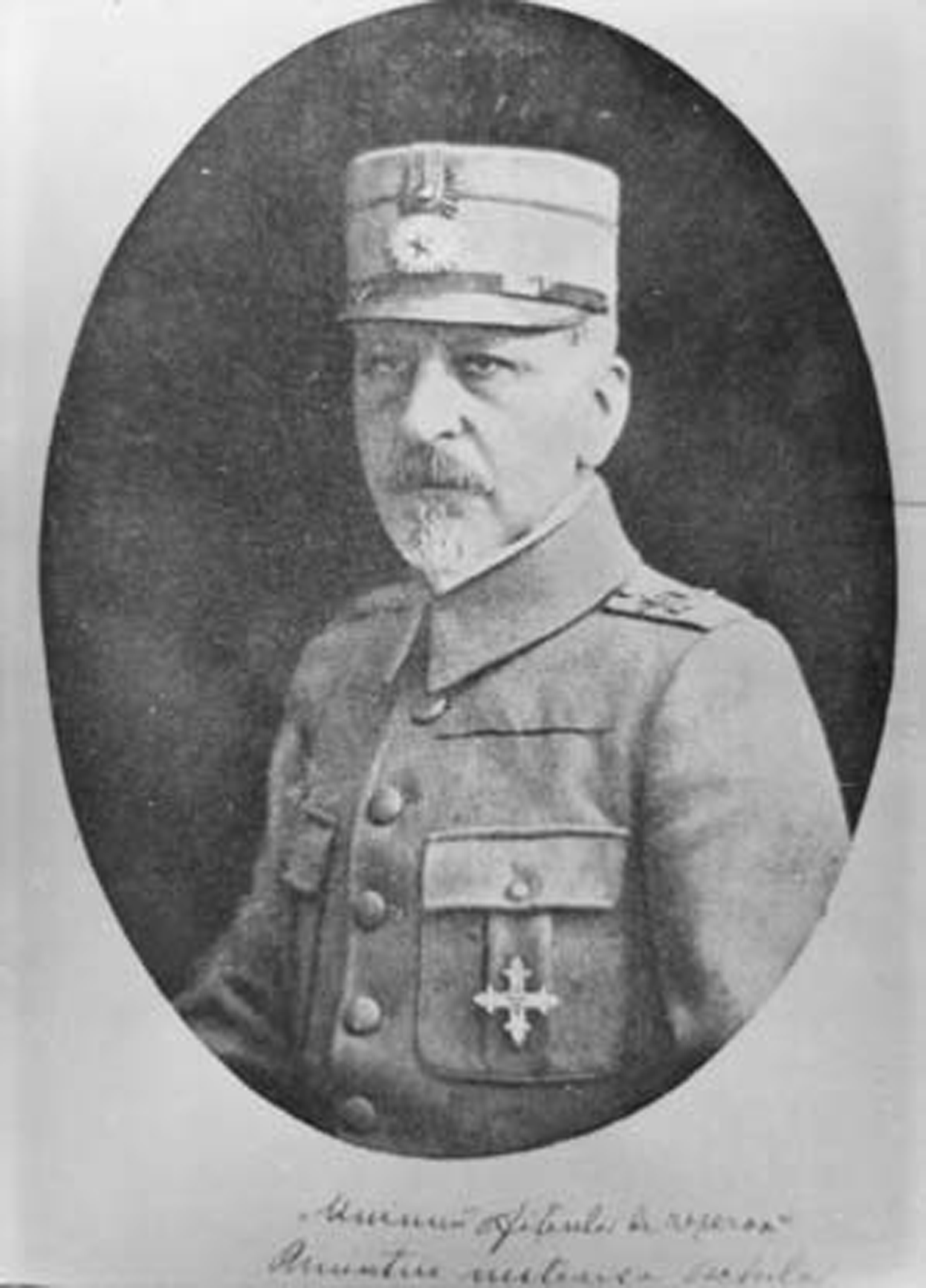
Constantin Prezan cu gradul de Mareșal al României, 1930

Consiliile de Coroană au fost până în 1938 niște instituții consultative constituite ad-hoc, convocate de către suverani la solicitarea guvernului, atunci când evoluția unei anumite situații politice atinsese un punct critic. Consiliile de Coroană nu aveau o componență fixă, reunind, de regulă, liderii clasei politice, patriarhul Bisericii Ortodoxe Române, prim-președinți ai Înaltei Curți de Casație și Justiție, fruntași ai armatei etc.:p. 369
Constantin Prezan, în virtutea rolului său din Primul Război Mondial, a participat la un număr de trei Consilii de Coroană:
- 18 februarie 1918, Iași – având ca scop acceptarea ultimatumului cu condițiile de pace ale Puterilor Centrale;[59]:p. 371
- 31 decembrie 1925, Sinaia – unde s-a stabilit decăderea din drepturile dinastice a principelui Carol, unde Prezan a susținut poziția regelui Ferdinand, arătând că „în asemenea situație Maiestatea Voastră ați făcut ca la război. V-ați despărțit de familie pentru țară. Acum nu puteți face altfel”;[60]
- 9 aprilie 1937, București – unde s-a decis excluderea din Casa Regală a principelui Nicolae, ca urmare a căsătoriei morganatice cu Ioana Doletti.[59]:p. 373

După instaurarea dictaturii regale la începutul anului 1938, Consiliul de Coroană - care până atunci funcționase în virtutea tradiției - a fost instituționalizat. Prin Decretul-Lege pentru înființarea Consiliului de Coroană din 30 martie 1938, Consiliul de Coroană a devenit un organ de stat cu rolul de a-l sfătui pe Rege „cu titlu consultativ, asupra problemelor de stat de însemnătate excepțională”. Membrii săi erau desemnați de Rege „dintre actualii și foștii demnitari ai statului, bisericii, oștirii și ai Curții regale sau din personalități de vază ale Țării”. Constantin Prezan a fost desemnat consilier regal, în virtutea deținerii gradului de mareșal.

## Activitatea didactică și lucrări științifice
Activitatea didactică a lui Constantin Prezan se rezumă la perioada de 4 ani (1886-1890) în care a funcționat ca profesor-ajutor la disciplina  „Fortificații”, în Școala Specială de Artilerie și Geniu. Modul în care a organizat și desfășurat activitățile didactice avea să fie bine apreciat de comandantul școlii, colonelul Christian Tell, care arăta că „face foarte bine cursul de fortificație la această școală, înlocuind chiar pe profesorul titular care îi lasă mai toată sarcina cursului”.:f.4 (p. 233)
De-a lungul vieții, Constantin Prezan a publicat singur sau în colaborare o serie de lucrări, dintre care cele mai importante sunt: 
- Descripțiunea cupolei obuzierului de 120 mm, model 1888 sistem Gruson, în 1891, împreună cu I. Basarabescu;
- Curs de fortificație, Partea a 4-a. Fortificația țărilor, publicată la Autografia Școalelor de Artilerie și Geniu, în anul 1900;
- Patru discursuri, în 1919,  împreună cu alți autori.[11]:p. 180

## Distincții și recunoașteri

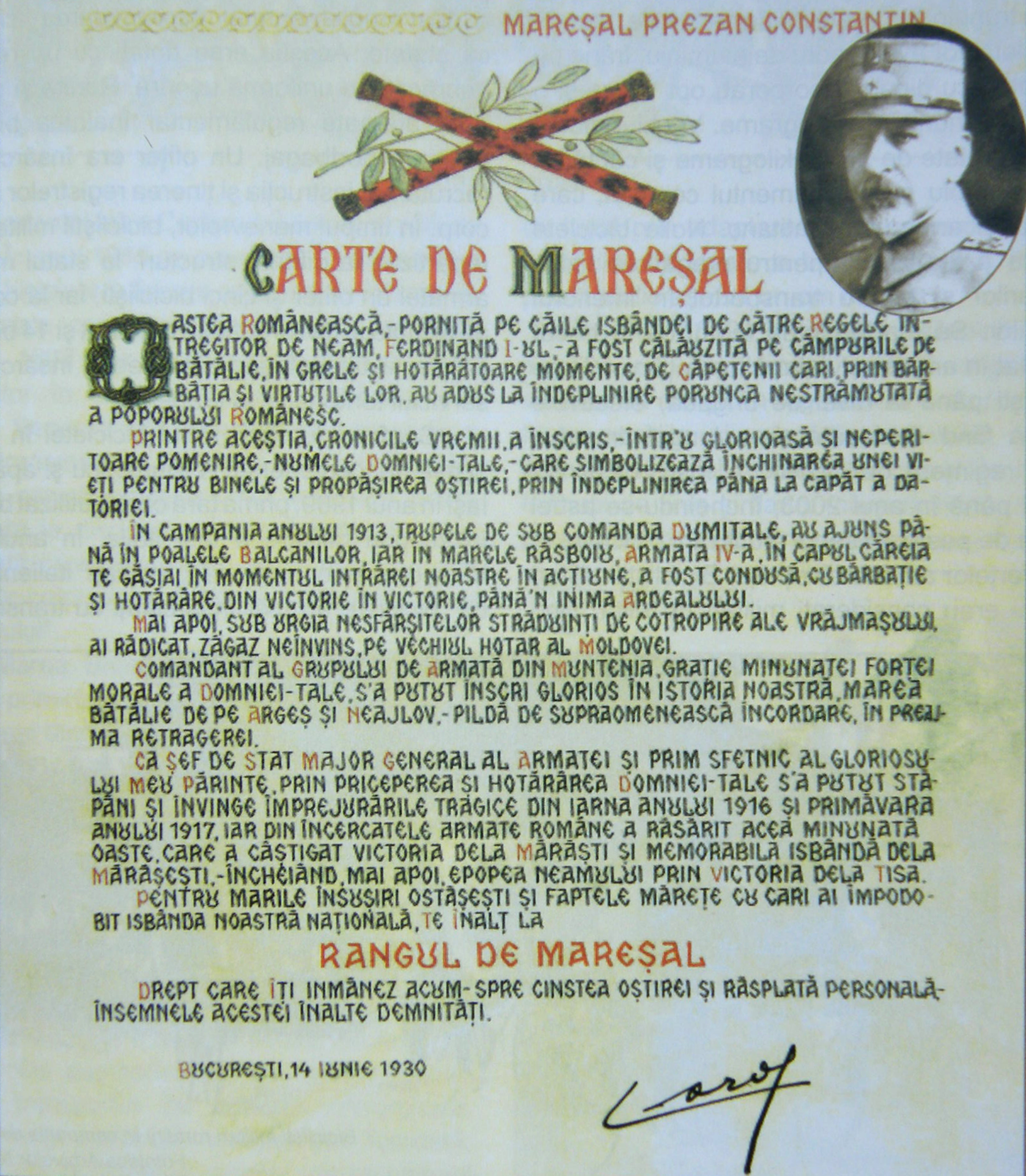
Constantin Prezan - Cartea de Mareșal al României, 1930

Atât pe parcursul vieții, dar și postum, meritele lui Constantin Prezan la făurirea României Mari s-au bucurat de recunoașterea concetățenilor săi.
Astfel, în 1920 a fost numit pe viață în demnitatea onorifică de Cap al Regimentului 25 Infanterie „Racova”, unitatea din Vaslui pe care o comandase între 1901-1907.:p. 129 A fost senator de drept pe toată perioada vieții și membru al Consiliului de Coroană, după instituționalizarea acestuia în anul 1938.:p. 374
La 7 iunie 1923, generalul Constantin Prezan, alături de generalul Alexandru Averescu, a fost primit ca membru de onoare al Academiei Române. În motivarea susținută cu acest prilej de academicianul Andrei Rădulescu se spunea: „Prin răspunderea grea ce și-au luat asupră-le, prin priceperea lor, prin munca depusă, prin patriotismul lor, au contribuit într-o largă măsură la înfăptuirea idealului nostru național. Pentru această activitate socotim că Academia Română trebuie să-i cinstească primindu-i în sânul ei ca membri de onoare”.:p. 129
La 14 iunie 1930, prin Înalt Decret generalul de corp de armată Constantin Prezan a fost înălțat la demnitatea de „Mareșal al României”.
„Ca șef de Stat Major General al Armatei și prim sfetnic al gloriosului meu părinte, prin priceperea și hotărârea domniei tale s-a putut stăpâni și învinge împrejurările tragice din iarna anului 1916 și primăvara anului 1917, iar din încercatele armate române a răsărit acea minunată oaste care a câștigat victoria de la Mărăști și memorabila Izbândă de la Mărășești, încheind mai apoi epopeea neamului prin victoria de la Tisa.”—Carol al II-lea, Extras din „Cartea de Mareșal” a lui Constantin Prezan
Corpul 4 Armată Teritorial „Mareșal CONSTANTIN PREZAN”, cu garnizoana în Cluj Napoca, continuatorul tradițiilor de luptă ale Armatei de Nord, i-a purtat numele pe tot parcursul existenței acestei mari unități, între anii 2000 și 2008.
În mai multe orașe din țară există străzi cu numele său. În București, bulevardul care unește Piața Charles de Gaulle cu Arcul de Triumf îi poartă numele.
Decorații
- „Steaua României”, clasa a V‑a (1896)
- „Hohenzollern”, clasa a II‑a
- „Tacova”, în grad de comandor (1896), Serbia
- „Sfânta Ana” în grad de comandor (1896), Rusia
- „Coroana Regală”, clasa a II‑a (1897), Germania
- „Alexandru”, în grad de comandor (1897), Bulgaria[4]:p. 295

Ordine

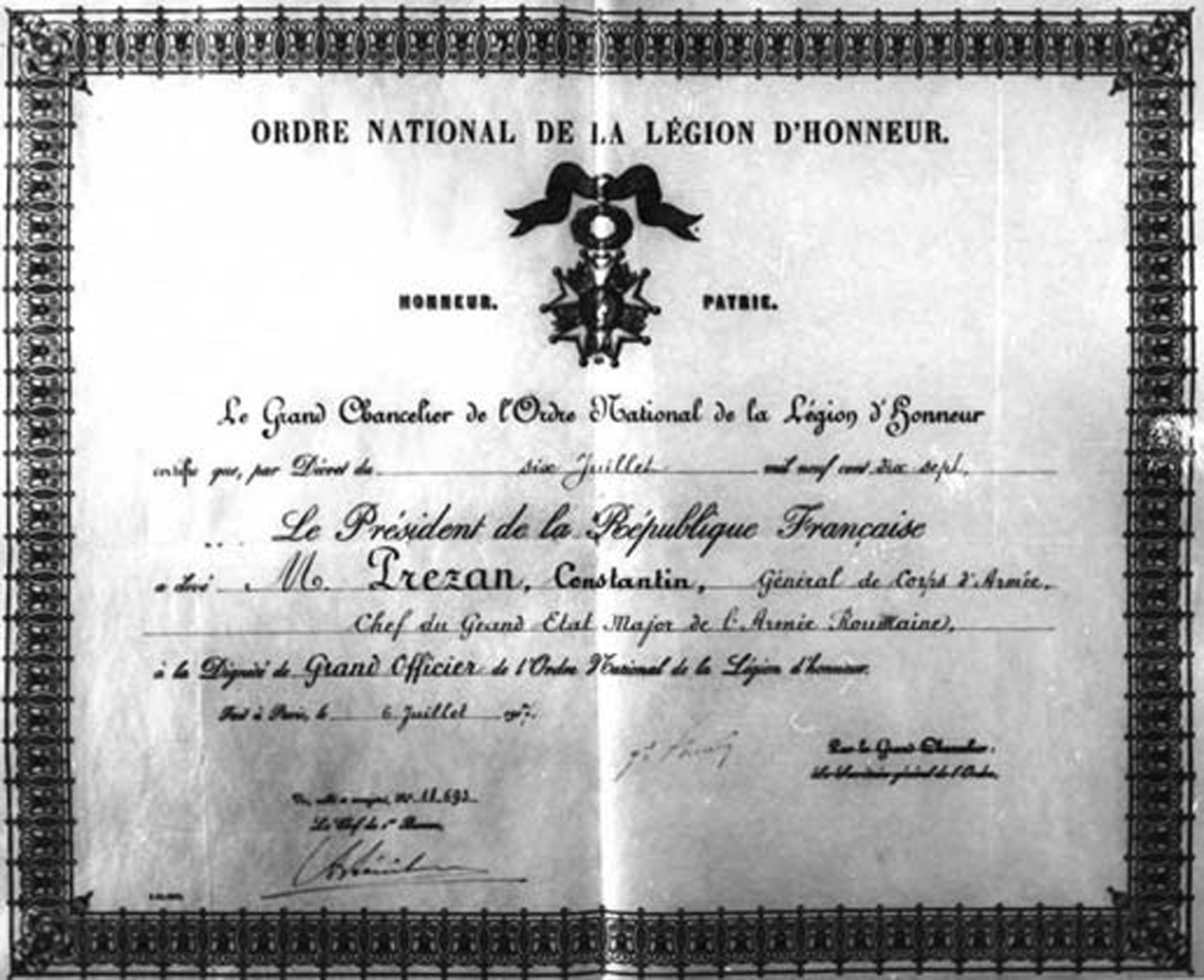
Brevetul ordinului Legiunii de Onoare acordat lui Constantin Prezan în 1917

- „Carol I”, cu colan, conferit la 12 februarie 1937, de regele Carol al II‑lea, una dintre cele mai înalte decorații ale statului român;[4]:p. 295
- „Mihai Viteazul, clasa a III-a”, la 14 octombrie 1916, când avea gradul de general de divizie-adjutant și comanda Armata a 4-a „de Nord” - „pentru repetate acte de vitejie și destoinicie în conducerea trupelor”;
- „Mihai Viteazul, clasa a II-a”, la 21 iulie 1917, când avea gradul de general de corp de armată-adjutant și deținea funcția de Șef al Marelui Cartier General, „pentru modul cum a conceput și pentru destoinicia cu care a pregătit operațiunile, în luna iulie 1917”;
- „Mihai Viteazul, clasa I”, la 5 februarie 1920, când avea gradul de general de corp de armată-adjutant și deținea funcția de Șef al Marelui Cartier General „pentru competența cu care a dat - chiar pe câmpul de luptă - directive, în calitate de Șef de Stat Major al Înaltului Comandament, și care au avut ca rezultat înfrângerea desăvârșită a maghiarilor, precum și ocuparea Budapestei în anul 1919”.[64]
- „Legiunea de Onoare” în grad de Mare Ofițer (1917), Franța[29]:p. 12

## Controverse, neclarități și incertitudini

### Neclarități privind grafia numelui de familie
Unul din aspectele care a generat confuzie și unele discuții l-a reprezentat numele de familie al generalului. Unele lucrări istorice, chiar recente, folosesc varianta „Presan” (de ex. Istoria Statului Major General Român din 1994, România în anii primului război mondial din 1987 etc.), în vreme ce majoritatea folosesc varianta „Prezan”.
Confuzia a fost generată de grafia numelui în diferite epoci. Familia generalului era de origine franceză,:pp 7-8 numele său având grafia  „Presan”, dar pronunțându-se „Prezan”. Lucrurile au fost complicate și de faptul că, la momentul nașterii sale, abia se trecuse de la scrierea cu caractere chirilice la scrierea cu litere latine, alfabetul nefiind încă standardizat în forma actuală (litera „z” fiind scrisă ca un „s” cu sedilă, litera „ă” fiind făcută plecând de la „e” etc.) Scrierea fără diacritice făcea, de exemplu, ca „război” să fie scris ca „resboi”.
Cert este că atât pe brevetul Legiunii de Onoare, pe Cartea de Mareșal, cât și pe monumentul funerar, numele său este ortografiat „Prezan”, aceasta putând fi considerată varianta corectă a numelui mareșalului.

### Disputa cu mareșalul Alexandru Averescu
Alexandru Averescu și Constantin Prezan sunt cele mai ilustre personalități militare românești din prima jumătate a secolului al XX-lea, afirmate plenar în timpul Primului Război Mondial. Recunoscând meritele și valoarea lor deosebită, regele Carol al II-lea i-a avansat, în iunie 1930, la gradul de mareșal, treapta cea mai înaltă în ierarhia militară. Dar, de-a lungul carierei lor, cu deosebire în anii războiului, cei doi generali au fost într-o permanentă dispută. Ea a avut ca obiect opinii și soluții divergente față de unele probleme strategice ale României în acei ani de mari încercări, dar animozitățile au plecat și de la structura sufletească și caracterele atât de diferite ale celor doi. Din ecuație nu trebuie omisă nici o anumită influență a factorului politic, Alexandru Averescu fiind apropiat, o vreme, cercurilor conservatoare, iar liberalii având o încredere mai mare în generalul Constantin Prezan.:p. 5
Principalele momente ale acestei dispute s-au consumat pe timpul Primului Război Mondial și includ:
- refuzul generalului Prezan, pe când era comandant al Armatei de Nord, de a lucra cu generalul Averescu, după numirea acestuia la comanda grupului de armate format din armatele a 3-a și de Nord;
- opiniile divergente din timpul Consiliului de război din 2 septembrie 1916, când Averescu a susținut declanșarea unei ofensive în sudul Dunării, în vreme ce Prezan a susținut continuarea ofensivei în Transilvania;
- opiniile divergente privind desfășurarea operațiilor ofensive din vara anului 1917;
- acuzațiile reciproce de manipulare politică și populism.

Conflictul, mai degrabă o rivalitate permanentă, a rămas mocnit după terminarea războiului, având în vedere că unul din protagoniști, generalul Prezan a refuzat să intre în politică, astfel cei doi foști militari nemaiîntâlnindu-se pe același câmp de luptă.(vezi pe larg în cadrul articolului)

### Controverse privind influența Olgăi Prezan asupra soțului său
Unul dintre cele mai controversate aspecte din viața lui Constantin Prezan a fost cel referitor la viața extraconjugală a celei de-a doua soții, Olga și la rolul pe care aceasta l-ar fi jucat în ascensiunea în carieră a generalului. Tânără, frumoasă și inteligentă, ea era „... singura femeie din România de care regina Maria a fost geloasă foc. Regina, care încuraja atât de mult incartadele lui Ferdinand, ...vezi Elvira Popescu,... vezi Aristița Disescu... etc. etc. , de data aceasta pusese piciorul în prag! Să nu îl prindă pe Ferdinand în pat cu madam Prezan!...”. Aceasta se datora unei presupuse relații amoroase dintre soția de 20 de ani a aghiotantului regal, locotenent-colonelul Constantin Prezan cu principele moștenitor Ferdinand.
O altă controversă s-a referit la relația începută în 1914, dintre Olga Prezan, în vârstă de 38 de ani și tânărul căpitan Ion Antonescu, subordonatul comandantului Corpului 4 Armată cu reședința la Iași, generalul de divizie Constantin Prezan. Generalul Constantin Pantazi, ministru de război pe timpul guvernării lui Ion Antonescu, avea să confirme existența acestei relații, dându-i însă un înțeles pur platonic. „Generalul are o moșie în județul Vaslui, la Schinetea, depărtată de Iași la 70 km, și când prezența sa nu este riguros necesară la Iași, stă la țară. O dată pe săptămână mergea la el la țară, cu automobilul, un ofițer de stat major cu lucrările pe care trebuie să le semneze sau de care trebuie să ia cunoștință. Căpitanul Antonescu merge în mod obișnuit cu aceste lucrări și astfel face el cunoștință cu doamna Olga Prezan, soția generalului. Olga Prezan, o femeie care având farmecul sufletului și prețuind pe căpitanul Antonescu, se făurește între ei o delicată și strânsă prietenie, care a apropiat și mai mult pe cei doi bărbați, Prezan și Antonescu”.:p. 28
Pe de altă parte, în cartea sa  Marșul orb, Ion V. Strătescu relatează, într-un mod pudic, „scene referitoare la legăturile sexuale ale tinerei doamne Olga Prezan, soția generalului cu același nume,  cu  însăși  mâna  lui  dreaptă, locotenent-colonelul Ion Antonescu”.
Legătura este confirmată și de istoricul Teșu Solomovici, care susține însă că aceasta nu l-a favorizat pe Antonescu în carieră.
- A existat o legătură amoroasă între Ion Antonescu și Olga, frumoasa soție a generalului Constantin Prezan, comandantul Armatei române?
 - A existat! S-au păstrat scrisori scrise de unul altuia de cei doi amorezi.
 - A influențat această legătură amoroasă cariera militară a lui Ion Antonescu?
 - Câtuși de puțin! Am putea spune că dimpotrivă. Prezan nu a ținut seama de cancanurile lumii, l-a prețuit enorm pe tânărul său colaborator, despre care se spunea că trăiește cu soția sa, i-a încredințat misiunile cele mai importante, dar la grade l-a avansat cu încetinitorul. Poate tocmai pentru a nu se bârfi că a fost înaintat în grad la intervențiile amantei. Ceea ce nu l-a împiedicat pe Antonescu să intre într-un teribil conflict cu Guvernul și comandanții armatei atunci când mareșalul Prezan, pensionat, trăia, relativ, în mizerie. Toate aceste presupuse relații i-au făcut pe detractorii generalului Prezan, în frunte cu generalul Averescu, să îl considere un „ofițer de salon”, care a promovat în carieră pe baza farmecelor soției. Olga Prezan era, fără îndoială, o femeie cu personalitate și cu influență asupra soțului său, după cum arată și I.G. Duca, referindu-se la o întâmplare din timpul Primului Război Mondial. „Dealtminterea, atmosfera la Bârlad unde era sediul Marelui Cartier General era ostilă lui Brătianu, Olga Prezan nu se sfia să-l critice pe față, anturajul soțului ei lua atitudini de independență și de dispreț față de guvern, Generalul însuși manifesta aceleași veleități care puteau da loc la serioase dificultăți”.
Totuși, acestea, ca și prietenia sa cu Ionel Brătianu, au fost, mai degrabă, circumstanțe favorizante și nu cauze directe ale evoluției în carieră a lui Constantin Prezan, calitățile sale de bun militar fiind cu prisosință dovedite în diferitele poziții de comandă pe care le-a ocupat.